# World Series of Poker
World Series of Poker er den mest prestigefyldte samling af pokerturneringer i verden. Det afholdes hvert år I Las Vegas og varer lidt over en måned. Et armbånd gives til vinderen af hver af de lidt over 50 turneringer, der inkluderer alle de større varianter af poker. Serien kulminerer med no-limit hold'em "Hovedbegivenheden", som de senere år har tiltrukket tusindvis af spillere og med en førstepræmie på flere millioner dollar. 

## Hovedbegivenheden
Nedenfor er tidligere vindere listet sammen med kort information om årets begivenhed. For yderligere information, se WSOP-artiklen om det specifikke år. 
Fire spillere har vundet hovedturneringen flere gange: Johnny Moss (1970, 1971 og 1974), Doyle Brunson (1976 og 1977), Stu Ungar (1980, 1981 og 1997) og Johnny Chan (1987 og 1988.)
| År   | vinder / vindende hånd                   | Gevinst (US$) | Startende | Nummer to / Tabende hånd             |
| ---- | ---------------------------------------- | ------------- | --------- | ------------------------------------ |
| 1970 | Johnny Moss                              | n/a           | 7         | n/a                                  |
| 1971 | Johnny Moss                              | 30 000        | 6         | Walter «Puggy» Pearson               |
| 1972 | Thomas «Amarillo Slim» Preston           | 80 000        | 8         | Walter «Puggy» Pearson               |
| 1973 | Walter «Puggy» Pearson A♠ 7♠             | 130 000       | 13        | Johnny Moss K♥ J♠                    |
| 1974 | Johnny Moss                              | 160 000       | 16        | Crandall Addington                   |
| 1975 | Brian «Sailor» Roberts 9♠ 9♥             | 210 000       | 21        | Bob Hooks A♣ K♦                      |
| 1976 | Doyle «Texas Dolly» Brunson 10♠ 2♠       | 220 000       | 22        | Jesse Alto A♠ J♦                     |
| 1977 | Doyle «Texas Dolly» Brunson 10♠ 2♥       | 340 000       | 34        | Gary "Bones" Berland 8♥ 5♣           |
| 1978 | Bobby Baldwin Q♦ Q♣                      | 210 000       | 42        | Crandall Addington 9♦ 9♣             |
| 1979 | Hal Fowler 7♠ 6♦                         | 270 000       | 54        | Bobby «The Wizard» Hoff A♣ A♥        |
| 1980 | Stu «The Kid» Ungar 5♠ 4♠                | 385 000       | 73        | Doyle «Texas Dolly» Brunson A♥ 7♠    |
| 1981 | Stu «The Kid» Ungar A♥ Q♥                | 375 000       | 75        | Perry Green T♠ 9♦                    |
| 1982 | Jack «Treetop» Straus A♥ 10♠             | 520 000       | 104       | Dewey Tomko A♦ 4♦                    |
| 1983 | Tom McEvoy Q♦ Q♠                         | 580 000       | 108       | Rod Peate 'K♦ J♦                     |
| 1984 | «Gentleman» Jack Keller T♥ T♠            | 660 000       | 132       | Byron "Cowboy" Wolford 6♥ 4♥         |
| 1985 | Bill Smith 3♠ 3♥                         | 700 000       | 140       | T. J. Cloutier A♦ 3♣                 |
| 1986 | Berry Johnston A♠ T♥                     | 570 000       | 141       | Mike Harthcock A♦ 8♦                 |
| 1987 | Johnny «Oriental Express» Chan A♠ 9♣     | 625 000       | 152       | Frank «Hollywood» Henderson 4♦ 4♣    |
| 1988 | Johnny «Oriental Express» Chan J♣ 9♣     | 700 000       | 167       | Erik Seidel Q♣ 7♥                    |
| 1989 | Phil Hellmuth Jr 9♠ 9♣                   | 755 000       | 178       | Johnny «Oriental Express» Chan A♠ 7♠ |
| 1990 | Mansour Matloubi 6♠ 6♥                   | 895 000       | 194       | Hans «Tuna» Lund 4♦ 4♣               |
| 1991 | Brad Daugherty K♠ J♠                     | 1 000         | 215       | Don Holt 7♥ 3♥                       |
| 1992 | Hamid Dastmalchi 8♥ 4♣                   | 1 000         | 201       | Tom Jacobs J♦ 7♠                     |
| 1993 | Jim Bechtel J♣ 6♥                        | 1 000         | 220       | Glenn Cozen 7♠ 4♦                    |
| 1994 | Russ Hamilton K♠ 8♥                      | 1 000         | 268       | Hugh Vincent 8♣ 5♥                   |
| 1995 | "Action" Dan Harrington 9♦ 8♦            | 1 000         | 273       | Howard Goldfarb A♥ 7♣                |
| 1996 | Huck Seed 9♦ 8♦                          | 1 000         | 295       | Bruce Van Horn K♣ 8♣                 |
| 1997 | Stu «The Kid» Ungar A♥ 4♣                | 1 000         | 312       | John Strzemp A♠ 8♣                   |
| 1998 | Scotty Nguyen J♦ 9♣                      | 1 000         | 350       | Kevin McBride 'Q♥ T♥                 |
| 1999 | Noel Furlong 5♣ 5♦                       | 1 000         | 393       | Alan Goehring 6♥ 6♣                  |
| 2000 | Chris «Jesus» Ferguson A♠ 9♣             | 1 500 000     | 512       | T. J. Cloutier A♦ Q♣                 |
| 2001 | Juan Carlos «El Matador» Mortensen K♣ Q♣ | 1 500 000     | 613       | Dewey Tomko 'A♠ A♥                   |
| 2002 | Robert Varkonyi Q♦ 10♠                   | 2 000         | 631       | Julian «The Kid» Gardner J♣ 8♣       |
| 2003 | Chris Moneymaker 5♦ 4♠                   | 2 500 000     | 839       | Sam Farha J♥ T♦                      |
| 2004 | Greg «Fossilman» Raymer 8♠ 8♦            | 5 000         | 2 576     | David Williams A♥ 4♠                 |
| 2005 | Joe Hachem 7♣ 3♠                         | 7 500 000     | 5 619     | Steve Dannenmann A♦ 3♣               |
| 2006 | Jamie Gold Q♠ 9♣                         | 12 000        | 8 773     | Paul Wasicka 10♥ 10♠                 |
| 2007 | Jerry Yang 8♦ 8♣                         | 8,250,000     | 6,358     | Tuan Lam A♦ Q♦                       |
| 2008 | Peter Eastgate A♦ 5♠                     | 9,119,517     | 6,844     | Ivan Demidov 4♥ 2♥                   |
| 2009 | Joe Cada 9♦ 9♣                           | 8,547,042     | 6,494     | Darvin Moon Q♦ J♦                    |

* Tildelt efter afstemning

## Årets spiller
Siden 2004, er den spiller der har fået flest point gennem årets World Series blevet udnævnt til Årets spiller. Kun åbne begivenheder hvor alle spillere kan deltage tæller i denne opgørelse. 
| År   | Vinder           | Sejre | Finaleborde | Antal gange endt i pengene |
| ---- | ---------------- | ----- | ----------- | -------------------------- |
| 2004 | Daniel Negreanu  | 1     | 5           | 6                          |
| 2005 | Allen Cunningham | 1     | 4           | 5                          |
| 2006 | Jeff Madsen      | 2     | 4           | 4                          |
| 2007 | Tom Schneider    | 2     | 3           | 3                          |
| 2008 | Erick Lindgren   | 1     | 3           | 5                          |
| 2009 | Jeff Lisandro    | 3     | 4           | 6                          |